# Malta (Austria)
Malta – gmina w Austrii, w kraju związkowym Karyntia, w powiecie Spittal an der Drau. Leży ok. 20 kilometrów na północ od Spittal an der Drau. Liczy 2036 mieszkańców (według danych z 1 stycznia 2015 roku).

## Geografia
Gmina Malta położona jest w alpejskiej dolinie Maltatal, przez którą przepływa rzeka Malta. Dolinę otaczają m.in. szczyty Großer Hafner (3076 m n.p.m.), Reitereck (2790 m n.p.m.), Stubeck (2370 m n.p.m.), Reisseck (2965 m n.p.m.), Hochalmspitze (3360 m n.p.m.), Ankogel (3246 m n.p.m.) i Keeskogel (2884 m n.p.m.). Rzeka Malta wypływa ze sztucznego zbiornika wodnego znajdującego się u stóp przykrytego w dużej mierze lodowcem masywu Hochalmspitze. Ponad 8 tysięcy hektarów gminy Malta wchodzi w skład Parku Narodowego Wysokich Taurów (Nationalpark Hohe Tauern).

## Turystyka i sport
W porównaniu do popularnych alpejskich kurortów, takich jak położone dalej na zachód Heiligenblut am Großglockner czy Zell am See, Malta jest znacznie rzadziej odwiedzana przez turystów. W dużej mierze wpływa na to brak rozbudowanej bazy narciarskiej, co ogranicza turystykę zimową.
Latem również nie jest tłoczno, choć w Maltatal panują świetne warunki do uprawiania turystyki górskiej i nordic walkingu, wspinaczki, jazdy rowerem górskim oraz paralotniarstwa.
Ciągnąca się przez całą dolinę doskonałej jakości droga przechodzi w pewnym momencie w długą na czternaście kilometrów, płatną Malta Hochalmstrasse – szosę wspinającą się aż do położonej na wysokości 1902 m n.p.m. zapory tworzącej sztuczne jezioro Speicher Kölnbrein. Na miejscu znajduje się obszerny parking, górska restauracja oraz punkt wypadowy do spacerów oraz wędrówek w wyższe partie gór, między innymi w kierunku górskiego schroniska Osnabrücker Hütte (2032 m n.p.m.) oraz lodowca.
Jedną z turystycznych atrakcji doliny Malty jest również najwyższy wodospad Karyntii – liczący ponad 200 metrów wysokości Fallbach.
Zarówno w Malcie, jak i w innych miejscowościach położonych w dolinie, znajduje się szereg hoteli oraz pensjonatów, a także dwa campingi – rozbudowany Terrassencamping Maltatal w Malcie i znacznie spokojniejszy Camping Zechner pomiędzy Maltą a Gmünd in Kärnten.